# Plectris aliena
Plectris aliena är en skalbaggsart som beskrevs av Chapin 1934. Plectris aliena ingår i släktet Plectris och familjen Melolonthidae. Inga underarter finns listade i Catalogue of Life.